# Associazione Sportiva Gubbio 1910 2003-2004
Questa pagina raccoglie le informazioni riguardanti l'Associazione Sportiva Gubbio 1910 nelle competizioni ufficiali della stagione 2003-2004.

## Rosa
| N. |                   | Ruolo | Calciatore             |
| -- | ----------------- | ----- | ---------------------- |
|    | Italia (bandiera) | D     | Patrick Amadio         |
|    | Italia (bandiera) | D     | Angelo Antonazzo       |
|    | Italia (bandiera) | A     | Steno Berdini          |
|    | Italia (bandiera) | D     | Roberto Birolini       |
|    | Italia (bandiera) | D     | Gionata Bruni          |
|    | Italia (bandiera) | A     | Francesco Caracciolese |
|    | Italia (bandiera) | A     | Giovanni Cipolla       |
|    | Italia (bandiera) | C     | Matteo Coresi          |
|    | Italia (bandiera) | D     | Maurizio De Pasquale   |
|    | Italia (bandiera) | P     | Fabio Fabbri           |
|    | Italia (bandiera) | A     | Fausto Ferrari         |
|    | Italia (bandiera) | C     | Marco Gaggiotti        |

| N. |                   | Ruolo | Calciatore            |
| -- | ----------------- | ----- | --------------------- |
|    | Italia (bandiera) | D     | Alessandro Giacometti |
|    | Italia (bandiera) | P     | Claudio Giustolisi    |
|    | Italia (bandiera) | C     | Giordano Gnagni       |
|    | Italia (bandiera) | C     | Massimiliano Iezzi    |
|    | Italia (bandiera) | C     | Massimiliano Lazzoni  |
|    | Italia (bandiera) | C     | Vincenzo Maisto       |
|    | Italia (bandiera) | C     | Andrea Orocini        |
|    | Italia (bandiera) | A     | Matteo Radicchi       |
|    | Italia (bandiera) | C     | Alessandro Sandreani  |
|    | Italia (bandiera) | A     | Massimo Spagnolli     |
|    | Italia (bandiera) | C     | Alessandro Turchetta  |
|    | Italia (bandiera) | C     | Moreno Zebi           |